# Tsébrikove
Tsébrikove (en ucraniano: Цебрикове) es un pueblo ucraniano perteneciente al óblast de Odesa. Situado en el suroeste del país, es parte del raión de Rozdilna y centro del municipio (hromada) homónimo.

## Toponimia
En todos los idiomas de importancia local, el asentamiento se conoce con el nombre de Tsébrikovo (en ruso: Цебриково). Antes de la Segunda Guerra Mundial era conocida como Hoffnungstal (en alemán: Hoffnungstal, lit. 'valle de las esperanzas'; en ucraniano: Гофнунгсталь).

## Geografía
Tsébrikove se encuentra a unos 80 kilómetros al este de Tiráspol (Transnistria, Moldavia) y a unos 140 kilómetros al noroeste de Odesa.

## Historia
Hoffnungstal fue fundada en 1819 por colonos suabos a quienes se les concedieron tierras para establecerse en el lugar inacabado construido previamente por los colonos búlgaros. Algunos de ellos eran sionistas que tenían la intención de ir a Palestina y establecerse allí, pero el Imperio otomano les negó la entrada. Algunos de ese grupo se establecieron en Ucrania y otros en Georgia. Los residentes pertenecían al grupo étnico de alemanes del Mar Negro. Hoffnunfstal fue parte del uyezd de Tiráspol de la gobernación de Jersón del Imperio ruso.
Los residentes de Hoffnungstal apoyaron a los blancos durante la guerra civil rusa y la ciudad fue bombardeada por artillería montada en vagones de ferrocarril. El 7 de marzo de 1923 se estableció el raión de Tsébrikove con el centro administrativo en Tsébrikove. La lucha por la colectivización resultó en muchas deportaciones y muertes, incluidas varias personas baleadas en las escaleras de entrada de la iglesia luterana en 1937.
Casi todos los alemanes restantes se fueron con el ejército alemán en retirada durante la Segunda Guerra Mundial. Muchos inmigrantes alemanes de Tsébrikove también se mudaron a los Estados Unidos a una granja a unas 12 millas al noroeste de Burlington, Colorado, llamada Russian Settlement.
El 30 de diciembre de 1962, el raión fue abolido y fusionado con el raión de Velika Mijáilivka. Tsébrikove perteneció al raión de Velika Mijáilivka hasta 2020, año en el que se hizo una reforma administrativa que redujo el número de raiónes del óblast de Odesa a siete, y el asentamiento pasó a ser parte del raión de Rozdilna.En 2023, Tsébrikove perdió el estatus de asentamiento de tipo urbano en la legislación ucraniana debido a la eliminación de este estatus administrativo.

## Demografía
La evolución de la población de Tsébrikove entre 1848 y 2022 fue la siguiente:
| 850                                                           | 2049 | 3118 | 2934 | 2806 | 2709 |
| (Fuente: Cities & Towns of Ukraine y UKRAINE: Größere Städte) |      |      |      |      |      |

Según el censo de 2001, la lengua materna de la mayoría de los habitantes, el 95,13%, es el ucraniano; del 3,07% es el ruso; y del rumano, 1,19%.

## Personas ilustres
- Georg Leibbrandt (1899-1982): burócrata y diplomático alemán que ocupó cargos relevantes en la Oficina de Asuntos Exteriores del NSDAP y el Ministerio del Reich para los Territorios Ocupados del Este.